# Ez kész! Pénz!
Az Ez kész! Pénz! (2006) Michel Le Duc és Nathalie Tordiman L’Argent et L’euro című könyve alapján készült 30 epizódos magyar 2D-s számítógépes animációs sorozat, Rofusz Ferenc animációs rendező ötletéből.
A filmsorozat oktató jelleggel készült, képi világa és nyelvezete a tizenkét év körüli gyermekeket célozza meg, de a felnőtt korosztály számára is irányt mutat a pénzügyek útvesztőiben.

## Animációs tervezők
- Bakos Magda
- Csatai József
- Éber Magda
- Flavius Tache
- Huszák Tibor
- Klotz László
- Matyi Gábor
- Miskédi Andrea
- Nagy Péter
- Pasitka Hermann
- Pál Rita
- Riha Erika
- Sáfár Zoltán
- Szatmári József Ottó
- Tóth Lajos
- Varga Erika
- Vágó Sándor
- Velkey Zoltán
- Zabos Csaba

## Bemutatva
- 2006 – TV2
- 2007 – Kecskeméti Animációs Filmfesztivál

## Külső hivatkozások
- Szalay Zoltán
- Tóth Lajos[halott link]